# Campyloneurus tricarinatus
Campyloneurus tricarinatus är en stekelart som först beskrevs av Günther Enderlein 1920.  Campyloneurus tricarinatus ingår i släktet Campyloneurus och familjen bracksteklar. Inga underarter finns listade.